# Ghost Rider (Comic)
Ghost Rider ist ein Anti-Held aus der gleichnamigen Comic-Reihe des US-amerikanischen Comic-Verlages Marvel. Seinen ersten Auftritt hatte die Figur des Ghost Rider im August 1972 in Marvel Spotlight Nr. 5. Im September des Folgejahres begann die Comicserie Ghost Rider, die bis heute fortgesetzt wird. Die Geschichten dazu schreiben Roy Thomas und Gary Friedrich, Mike Ploog setzt sie künstlerisch um.

## Über den Ghost Rider
Die Figur des Ghost Rider entsteht, wenn eine Person einen Teufelspakt schließt und ihm seine Seele verkauft. Die Person wird dann zum Ghost Rider, dem Kopfgeldjäger des Teufels. Dieser verfügt über übermenschliche Stärke und Ausdauer. Zudem können Messer, Granatsplitter, Pistolenkugeln und andere Dinge ihm in Dämonenform nichts anhaben. Aber sobald sich der Ghost Rider in die sterbliche Menschenform zurückverwandelt, kann es ernste Konsequenzen geben, die mit Krankenhausaufenthalten oder auf Friedhöfen enden. Mit seinem Motorrad kann er schneller als übliche Motorräder fahren und das auch über Wasser und senkrecht an Wänden hoch und runter.

## Inkarnationen der Figur

### Ghost Rider - Carter Slade
Carter Slade ist der erste Ghost Rider, den es je gab. Carter Slade wurde zum Ghost Rider, nachdem er aus einem Gefängnis vom Teufel (Mephisto) befreit wurde. Im Gegenzug musste Carter Slade seine Seele eintauschen.
Carter erklärte Johnny Blaze, dem zweiten Ghost Rider, was der Ghost Rider und dessen Aufgabe ist.

### Ghost Rider – Johnny Blaze
Johnny Blaze ist der zweite Ghost Rider nach Carter Slade. Er wurde zum Rider, als er seine Seele an Mephisto verkaufte, um das Leben seines Vaters zu retten. Bei einer Stuntshow stirbt Johnnys Vater, weil der Teufel ihn betrogen hatte. Wenn er in der Nähe des „Bösen“ ist, verwandelt sich Blaze in den Ghost Rider, einen Motorradfahrer mit flammendem Totenkopf, und ist dann nur noch von dem Wunsch getrieben, die „schuldigen Seelen“ in die Hölle zu verbannen.

### Ghost Rider – Danny Ketch
Zwischen 1990 und 1998 wurde ein neuer Ghost Rider eingeführt, der jugendliche Danny Ketch. Er wurde zum Rider, als er und seine ältere Schwester Barbara auf einem Friedhof zufällig Zeugen einer blutigen Auseinandersetzung zwischen zwei Verbrecherorganisationen wurden. Als Dannys Schwester schwer verletzt wurde und er sich mit ihr in einem Müllhaufen versteckte, kam er mit seinen blutverschmierten Händen mit dem Tankdeckel von Ghost Riders Motorrad in Berührung, das dort versteckt lag. Barbara wurde zwar gerettet, lag seitdem jedoch im Koma und wurde später von Blackout ermordet, einem vampirischen Mutanten, dessen Gesicht von Ghost Riders Feuer entstellt wurde und der ihm darauf Rache schwor.
Der dritte Ghost Rider wurde davon getrieben, die Unschuldigen zu beschützen, und wann immer unschuldiges Blut vergossen wird, erwacht der Ghost Rider und verschmilzt mit Daniel, wenn dieser den Tankdeckel berührt. Später stellte sich heraus, dass Danny Ketch und Johnny Blaze, sein Vorgänger als Ghost Rider, Brüder sind.

### Ghost Rider - Alejandra Jones
Der vierte Ghost Rider ist eine junge Frau namens Alejandra Jones, diese wurde von dem mysteriösen Adam als kleines Mädchen in einem südamerikanischen Grab gefangen gehalten. Als sie 16 Jahre alt war, wurde ihr gewaltsam der Geist der Rache eingeflößt. Das war ein Teil von Adams Plan, Sünden zu sammeln und die Menschen in hirnlose Drohnen zu verwandeln. Doch der Plan wurde von Johnny Blaze, dem Original-Ghost-Rider, verhindert. Zurzeit ist Alejandra bei Johnny, der ihr beibringt, wie sie ihren Fluch verwenden kann.

### Ghost Rider - Roberto Reyes
Roberto „Robbie“ Reyes ist der neue Ghost Rider (bekannt aus Agents of S.H.I.E.L.D.). Er ist ein talentierter Auto-Mechaniker mit einer Vorliebe für Autos und Elektromusik. Doch noch mehr liebt er seinen an den Rollstuhl angewiesenen kleinen Bruder Gabe. Als Robbie mit seinem Bruder Gabe auf dem Weg zu einem illegalen Autorennen sind, werden sie angegriffen. Die Kräfte des Ghost Rider werden bei Robbie durch Wut, Aggression oder auch beschützerischen Instinkten heraufbeschworen z. B. wenn sein Bruder oder seine Freunde in Gefahr sind (es funktioniert so ähnlich wie beim Hulk). Anders als die anderen Ghost Rider besitzt Roberto kein Motorrad, sondern fährt einen 1969 Dodge Charger. Diese Version des Ghost Rider sollte 2020 von Marvel und Hulu eine eigene Fernsehserie erhalten. Inzwischen wurden die Pläne aufgrund kreativer Differenzen jedoch wieder verworfen.

## In anderen Medien
Eine Verfilmung des Comics mit Nicolas Cage in der Titelrolle (Ghost Rider/Johnny Blaze) kam am 22. Februar 2007 unter dem Titel Ghost Rider in die deutschen Kinos. In dem Film wird auch die Geschichte eines frühen Ghost Rider namens Carter Slade erzählt, der zur Zeit des wilden Westens lebte. Eine Fortsetzung der Realverfilmung unter dem (Original-)Titel Ghost Rider: Spirit of Vengeance (deutsch etwa: Ghost Rider – Geist der Vergeltung) folgte, in dem Nicolas Cage wieder die Rolle des Ghost Rider übernahm. Eva Mendes hat ihre Rolle als Roxanne hingegen nicht wieder aufgenommen.